# Colombiaans voetbalelftal in 2012
Het Colombiaans voetbalelftal speelde in totaal acht officiële interlands in het jaar 2012, waaronder vijf duels in de kwalificatiereeks voor het WK voetbal 2014 in Brazilië. De ploeg stond onder leiding van de Argentijn José Pékerman, de opvolger van oud-international Leonel Álvarez die de ploeg eind 2011 slechts drie duels onder zijn hoede had gehad. Op de in 1993 geïntroduceerde FIFA-wereldranglijst steeg Colombia in 2012 van de 35ste (januari 2012) naar de 5de plaats (december 2012).

## Balans
| Wedstrijden | Wedstrijden | Wedstrijden | Wedstrijden | Doelpunten | Doelpunten | Doelpunten | Punten |
| Gespeeld    | Winst       | Gelijk      | Verlies     | Voor       | Tegen      | Saldo      | Punten |
| ----------- | ----------- | ----------- | ----------- | ---------- | ---------- | ---------- | ------ |
| 8           | 6           | 1           | 1           | 16         | 3          | +13        | 1.625  |

## Interlands
|                                                                  |        |                                      |          |                                                                                |
| 29 februari Vriendschappelijk № 485 «onderlinge duels» 20:00 uur | Mexico | 0 – 2                                | Colombia | Dolphin Stadium, Miami Toeschouwers: 42.000 Scheidsrechter: Terry Vaughn (USA) |
| 29 februari Vriendschappelijk № 485 «onderlinge duels» 20:00 uur |        | 36' Radamel Falcao 60' Juan Cuadrado |          | Dolphin Stadium, Miami Toeschouwers: 42.000 Scheidsrechter: Terry Vaughn (USA) |

|                                                           |      |                     |          |                                                                                 |
| 3 juni WK-kwalificatie № 486 «onderlinge duels» 17:00 uur | Peru | 0 – 1               | Colombia | Estadio Nacional, Lima Toeschouwers: 30.000 Scheidsrechter: Nestor Pitana (ARG) |
| 3 juni WK-kwalificatie № 486 «onderlinge duels» 17:00 uur |      | 52' James Rodríguez |          | Estadio Nacional, Lima Toeschouwers: 30.000 Scheidsrechter: Nestor Pitana (ARG) |

|                                                            |                      |       |          |                                                                                            |
| 10 juni WK-kwalificatie № 487 «onderlinge duels» 16:00 uur | Ecuador              | 1 – 0 | Colombia | Estadio Olimpico Atahualpa, Quito Toeschouwers: 26.000 Scheidsrechter: Wilson Seneme (BRA) |
| 10 juni WK-kwalificatie № 487 «onderlinge duels» 16:00 uur | Cristian Benítez 54' |       |          | Estadio Olimpico Atahualpa, Quito Toeschouwers: 26.000 Scheidsrechter: Wilson Seneme (BRA) |

|                                                                |                                                                                 |       |         |                                                                                            |
| 7 september WK-kwalificatie № 488 «onderlinge duels» 21:30 uur | Colombia                                                                        | 4 – 0 | Uruguay | Estadio Metropolitano, Barranquilla Toeschouwers: 45.000 Scheidsrechter: Heber Lopes (BRA) |
| 7 september WK-kwalificatie № 488 «onderlinge duels» 21:30 uur | Radamel Falcao 2' Teófilo Gutiérrez 48' Teófilo Gutiérrez 52' Juan Zúñiga 90+1' |       |         | Estadio Metropolitano, Barranquilla Toeschouwers: 45.000 Scheidsrechter: Heber Lopes (BRA) |

|                                                                 |                      |       |                                                              |                                                                                         |
| 11 september WK-kwalificatie № 489 «onderlinge duels» 20:30 uur | Chili                | 1 – 3 | Colombia                                                     | Estadio Monumental, Santiago Toeschouwers: 38.000 Scheidsrechter: Victor Carrillo (PER) |
| 11 september WK-kwalificatie № 489 «onderlinge duels» 20:30 uur | Matías Fernández 42' |       | 59' James Rodríguez 74' Radamel Falcao 77' Teófilo Gutiérrez | Estadio Monumental, Santiago Toeschouwers: 38.000 Scheidsrechter: Victor Carrillo (PER) |

|                                                               |                                       |       |          |                                                                                                |
| 11 oktober WK-kwalificatie № 490 «onderlinge duels» 21:30 uur | Colombia                              | 2 – 0 | Paraguay | Estadio Metropolitano, Barranquilla Toeschouwers: 45.000 Scheidsrechter: Sergio Pezzotta (ARG) |
| 11 oktober WK-kwalificatie № 490 «onderlinge duels» 21:30 uur | Radamel Falcao 52' Radamel Falcao 89' |       |          | Estadio Metropolitano, Barranquilla Toeschouwers: 45.000 Scheidsrechter: Sergio Pezzotta (ARG) |

|                                                                 |                                                        |       |          |                                                                                                 |
| 16 oktober Vriendschappelijk № 491 «onderlinge duels» 20:00 uur | Colombia                                               | 3 – 0 | Kameroen | Estadio Metropolitano, Barranquilla Toeschouwers: 23.000 Scheidsrechter: Marlon Escalante (VEN) |
| 16 oktober Vriendschappelijk № 491 «onderlinge duels» 20:00 uur | Jackson Martínez 23' Carlos Bacca 61' Dorlan Pabón 81' |       |          | Estadio Metropolitano, Barranquilla Toeschouwers: 23.000 Scheidsrechter: Marlon Escalante (VEN) |

|                                                                  |            |       |                   |                                                                                         |
| 14 november Vriendschappelijk № 492 «onderlinge duels» 20:00 uur | Brazilië   | 1 – 1 | Colombia          | MetLife Stadium, East Rutherford Toeschouwers: 38.624 Scheidsrechter: Mark Geiger (USA) |
| 14 november Vriendschappelijk № 492 «onderlinge duels» 20:00 uur | Neymar 63' |       | 43' Juan Cuadrado | MetLife Stadium, East Rutherford Toeschouwers: 38.624 Scheidsrechter: Mark Geiger (USA) |

## FIFA-wereldranglijst
| JAN | FEB | MAR | APR | MEI | JUN | JUL | AUG | SEP | OKT | NOV | DEC |
| --- | --- | --- | --- | --- | --- | --- | --- | --- | --- | --- | --- |
| 35  | 32  | 31  | 23  | 23  | 20  | 22  | 21  | 22  | 9   | 8   | 5   |

## Statistieken
| David Ospina           | 1988-08-31 | OGC Nice            | 8 | 0 | 0 | 32 | 0  |
| Faryd Mondragón        | 1971-06-21 | Deportivo Cali      | 0 | 1 | 0 | 46 | 0  |
| Verdediging            |            |                     |   |   |   |    |    |
| Aquivaldo Mosquera     | 1981-06-22 | Club América        | 5 | 0 | 0 | 30 | 1  |
| Luis Amaranto Perea    | 1979-01-30 | Cruz Azul           | 5 | 0 | 0 | 67 | 0  |
| Mario Yepes            | 1976-01-13 | AC Milan            | 5 | 0 | 0 | 87 | 4  |
| Carlos Valdés          | 1985-05-22 | Philadelphia Union  | 2 | 0 | 0 | 6  | 1  |
| Cristián Zapata        | 1986-09-30 | AC Milan            | 1 | 0 | 0 | 16 | 0  |
| Gilberto García        | 1987-01-27 | Deportivo Pasto     | 1 | 0 | 0 | 1  | 0  |
| Middenveld             |            |                     |   |   |   |    |    |
| Pablo Armero           | 1986-11-02 | SSC Napoli          | 8 | 0 | 0 | 38 | 0  |
| Carlos Sánchez         | 1986-02-06 | Valenciennes FC     | 5 | 3 | 0 | 33 | 0  |
| Juan Cuadrado          | 1988-05-26 | AC Fiorentina       | 4 | 3 | 2 | 15 | 3  |
| Juan Camilo Zúñiga     | 1985-12-14 | SSC Napoli          | 4 | 1 | 1 | 44 | 1  |
| Edwin Valencia         | 1985-03-29 | Fluminense FC       | 4 | 1 | 0 | 10 | 0  |
| Macnelly Torres        | 1984-11-01 | Atlético Nacional   | 4 | 0 | 0 | 28 | 2  |
| Fredy Guarín           | 1986-06-30 | Inter Milaan        | 3 | 0 | 0 | 40 | 2  |
| Aldo Ramírez           | 1981-04-18 | Monarcas Morelia    | 2 | 5 | 0 | 19 | 1  |
| Abel Aguilar           | 1985-01-06 | Deportivo La Coruña | 2 | 1 | 0 | 27 | 1  |
| Elkin Soto             | 1980-08-04 | 1. FSV Mainz 05     | 1 | 3 | 0 | 24 | 6  |
| Juan Fernando Quintero | 1993-01-18 | Pescara Calcio      | 1 | 0 | 0 | 1  | 0  |
| Cristian Marrugo       | 1985-07-18 | CF Pachuca          | 0 | 1 | 0 | 11 | 0  |
| Alexander Mejía        | 1988-09-07 | Atlético Nacional   | 0 | 1 | 0 | 1  | 0  |
| Giovanni Moreno        | 1986-07-01 | Shanghai Shenhua    | 0 | 1 | 0 | 15 | 3  |
| Aanval                 |            |                     |   |   |   |    |    |
| Radamel Falcao         | 1986-02-10 | Atlético Madrid     | 7 | 0 | 5 | 42 | 15 |
| James Rodríguez        | 1991-07-12 | FC Porto            | 7 | 0 | 2 | 10 | 2  |
| Teófilo Gutiérrez      | 1985-05-27 | Cruz Azul           | 3 | 1 | 3 | 19 | 8  |
| Dorlan Pabón           | 1988-01-24 | Parma FC            | 3 | 1 | 1 | 15 | 3  |
| Jackson Martínez       | 1986-10-03 | FC Porto            | 2 | 2 | 1 | 16 | 6  |
| Carlos Bacca           | 1986-09-08 | Club Brugge         | 1 | 0 | 1 | 2  | 2  |
| Dayro Moreno           | 1985-09-16 | Club Tijuana        | 9 | 3 | 0 | 27 | 0  |
| Adrián Ramos           | 1986-01-22 | Hertha BSC          | 9 | 1 | 1 | 23 | 2  |
| Luis Muriel            | 1991-04-18 | Udinese Calcio      | 0 | 1 | 0 | 1  | 0  |
| Carlos Darwin Quintero | 1987-09-19 | Santos Laguna       | 0 | 1 | 0 | 14 | 1  |

Colfútbol · A-internationals · Selecties · Statistieken · Bondscoaches · Colombiaans vrouwenelftal · Olympisch elftal · Colombia U20 · Colombia U17
1938 – 1949 ·
1950 – 1959 ·
1960 – 1969 ·
1970 – 1979 ·
1980 – 1989 ·
1990 – 1999 ·
2000 – 2009 ·
2010 – 2019 ·
2020 – 2029
WK 1962 · 
WK 1990 · 
WK 1994 · 
WK 1998 · 
WK 2014 · 
WK 2018
OS 1968 · 
OS 1972 · 
OS 1980 · 
OS 1992 · 
OS 2016
1938 · 
1939 · 1940 · 1941 · 1942 · 1943 · 1944 · 
1946 · 
1947 · 
1948 · 
1949 · 
1950 · 1951 · 1952 · 1953 · 1954 · 1955 · 1956 · 
1957 · 
1958 · 1959 · 1960 · 
1961 · 
1962 · 
1963 · 
1964 · 
1965 · 
1966 · 
1967 · 
1968 · 
1969 · 
1970 · 
1971 · 
1972 · 
1973 · 
1974 · 
1975 · 
1976 · 
1977 · 
1978 · 
1979 · 
1980 · 
1981 · 
1982 · 
1983 · 
1984 · 
1985 · 
1986 · 
1987 · 
1988 · 
1989 · 
1990 ·
1991 · 
1992 · 
1993 · 
1994 · 
1995 · 
1996 · 
1997 · 
1998 · 
1999 · 
2000 · 
2001 · 
2002 · 
2003 · 
2004 · 
2005 · 
2006 · 
2007 · 
2008 · 
2009 · 
2010 · 
2011 · 
2012 · 
2013 · 
2014 · 
2015 · 
2016 · 
2017 ·
2018 ·
2019 ·
2020 ·
2021
Algerije ·
Argentinië ·
Australië ·
Bahrein ·
België ·
Bolivia · 
Brazilië ·
Canada ·
Chili ·
China · 
Costa Rica ·
Cuba ·
DDR ·
Duitsland ·
Ecuador ·
Egypte ·
El Salvador ·
Engeland ·
Finland ·
Frankrijk ·
Griekenland ·
Guatemala · 
Haïti ·
Honduras ·
Hongarije ·
Hongkong ·
Ierland ·
Irak ·
Israël ·
Ivoorkust ·
Jamaica ·
Japan ·
Joegoslavië ·
Jordanië ·
Kameroen ·
Koeweit · 
Liberia · 
Marokko ·
Mexico ·
Montenegro ·
Nederland ·
Nederlandse Antillen ·
Nicaragua ·
Nieuw-Zeeland · 
Nigeria ·
Noord-Ierland ·
Noorwegen ·
Panama ·
Paraguay ·
Peru ·
Polen ·
Puerto Rico ·
Qatar ·
Roemenië ·
Saoedi-Arabië ·
Schotland ·
Senegal ·
Servië ·
Slovenië ·
Slowakije ·
Sovjet-Unie ·
Spanje ·
Trinidad en Tobago ·
Tsjecho-Slowakije ·
Tunesië · 
Turkije · 
Uruguay ·
Venezuela ·
Verenigde Arabische Emiraten · 
Verenigde Staten ·
Zuid-Afrika ·
Zuid-Korea ·
Zweden ·
Zwitserland
Brazilië (2014) ·
Engeland (2018) ·
Griekenland (2014) ·
Ivoorkust (2014) ·
Japan (2014) ·
Japan (2018) ·
Polen (2018) ·
Senegal (2018) ·
Uruguay (2014)